# Falkinkurkku
Falkinkurkku är ett sund i Finland. Det ligger i landskapet Egentliga Finland, i den sydvästra delen av landet, 170 km väster om huvudstaden Helsingfors.
Falkinkurkku ligger mellan Samsor i väster och Vähä Maisaari i öster. Sundet binder samman Länsiaukko i norr med Pöllänkurkku i söder.